# 王苗
王苗（1989年5月24日—2018年1月1日）是中国大陆的男演员，北京人。2013年出道，曾经拍过《胭脂债》《猎灵师之镇魂石头》《空中尸变》《诸神下凡二天宫战神》《谁的青春不叛逆》《阳光下的舞者》这些电影，拍了《迫在眉睫》和《警察日记》电视剧后才出名。

## 去世
王苗于2018年1月1日中午因胃癌在河北保定涿州逝世，终年28岁。

## 注
1. ↑  根据网上提供的个人资料，写他在5月24日出生[1]。加上有相关媒体报道过他28岁就死了的死讯，得知在1989年出生。